# Pseudohyaleucerea reducta
Pseudohyaleucerea reducta är en fjärilsart som beskrevs av Jorgensen 1932. Pseudohyaleucerea reducta ingår i släktet Pseudohyaleucerea och familjen björnspinnare. Inga underarter finns listade.